# Tom Van Hyfte
Tom Van Hyfte (Gent, 28 april 1986), is een voormalig Belgisch profvoetballer die bij voorkeur als middenvelder speelde. 

## Spelerscarrière
Van Hyfte begon zijn voetbalcarrière bij KFC VW Hamme en maakte voor het seizoen 2009-2010 de overstap naar MVV Maastricht. Daar speelde hij vijf seizoenen. In juni 2014 werd bekendgemaakt dat de middenvelder de ene Limburgse club inruilde voor de andere. Hij tekende namelijk voor twee jaar bij Roda JC Kerkrade. Op 17 juni 2017 tekende hij een contract voor twee seizoenen bij KFCO Beerschot Wilrijk. Op 10 juli 2019 maakte hij de overstap naar Oud-Heverlee Leuven. Anno 2021 vertrok hij daar en ging Van Hyfte op amateurniveau voetballen bij RFC Mandel United.In het seizoen 2022-2023 speelt hij bij Evergem 2020 in de 2de provinciale a in Oost-Vlaanderen.

## Clubstatistieken
| Seizoen | Club                   | Competitie      | Duels | Goals |
| ------- | ---------------------- | --------------- | ----- | ----- |
| 2004/05 | KFC VW Hamme           | Tweede klasse   | 31    | 2     |
| 2005/06 | KFC VW Hamme           | Tweede klasse   | 11    | 1     |
| 2006/07 | KFC VW Hamme           | Tweede klasse   | 34    | 7     |
| 2007/08 | KFC VW Hamme           | Tweede klasse   | 36    | 5     |
| 2008/09 | KFC VW Hamme           | Tweede klasse   | 40    | 6     |
| 2009/10 | MVV                    | Eerste divisie  | 34    | 2     |
| 2010/11 | MVV                    | Eerste divisie  | 32    | 6     |
| 2011/12 | MVV                    | Eerste divisie  | 36    | 5     |
| 2012/13 | MVV                    | Eerste divisie  | 34    | 11    |
| 2013/14 | MVV                    | Eerste divisie  | 37    | 5     |
| 2014/15 | Roda JC Kerkrade       | Eerste divisie  | 40    | 7     |
| 2015/16 | Roda JC Kerkrade       | Eredivisie      | 33    | 8     |
| 2016/17 | Roda JC Kerkrade       | Eredivisie      | 35    | 2     |
| 2017/18 | KFCO Beerschot Wilrijk | Eerste klasse B | 37    | 6     |
| 2018/19 | KFCO Beerschot Wilrijk | Eerste klasse B | 38    | 4     |
| 2019/20 | Oud-Heverlee Leuven    | Eerste klasse B | 26    | 3     |
| 2020/21 | Oud-Heverlee Leuven    | Eerste klasse A | 1     | 0     |
| Totaal  | Totaal                 | Totaal          | 535   | 80    |